# 蘇聯文化
蘇聯文化指自1917年十月社会主义革命之后至1991年蘇聯解體期間，蘇聯在音樂、美術、文學、電影等領域形成的獨特文化傳統與藝術風格。。

## 歷史

### 列寧時代
共產主義使得1918—1929年的藝術和藝術家，不斷以各種不同的風格摸索，想找到一種獨特的「蘇維埃式藝術」。苏联艺术是在俄国现实主义传统，与左右的倾向斗争的基础上发展起来的。宣传画在苏维埃政权初创阶段起到重要作用。例如D.S.莫尔的宣传画《你参加志愿军了吗？》(1920) 在国内战争时期曾产生广泛影响。
起初，藝術家和作家擁有許多自由，但部分人最後离开了苏联，因為他們反對布爾什維克政府。列寧是一個守舊的藝術人，他很討厭新的「主義」（未來主義、表現主義），也希望藝術能保持傳統，但是他沒有阻礙其在俄羅斯的散播，为后来未来主义、现代主义、至上主义和构成主义在苏联的发展铺平道路。列寧表示藝術“有必要向劳动人民开放并提供一切以剥削他们劳动价值为基础创造的艺术作品”。他把許多私人藝術收藏收歸國有，在莫斯科成立了新西方藝術博物館，并对美术教育进行改革，决定有计划地收购画家的作品，并给予他们必要的物质帮助；列宁还签署了《纪念碑宣传法令》。列宁希望以此完整掌握整個藝術系統，並任命全俄蘇維埃教育人民委員部藝術司（IZO-Narkompros）負責全面管理藝術體系。二月革命後不久很快又爆發了无产文化運動。它的成員希望藝術能獲得民眾的支持，並鼓勵民眾參與藝術。因此，各地相繼成立了許多藝術工作室，爲普通民衆提供藝術創作的機會。 
政府對這些趨勢採取寬容的態度，只要他們不刻意敵視政府。藝術和文學方面，暴增了許多實驗性的學校。共產主義作家馬克西姆·高爾基和馬雅可夫斯基在這時相當活躍，但許多其他作家的作品（凡是內容與社會主義不相干的）都被刻意壓制。電影，作為一種影響廣大群眾及文盲的方式，許多攝影師得到了國家的鼓勵。如謝爾蓋·愛森斯坦的最佳作品《戰艦波將金號》和《十月》等影片，不僅成爲蘇聯電影的經典之作，也被視爲宣傳革命思想的重要工具。

### 斯大林時代
1931年，俄罗斯无产阶级美术家协会成立，它直接以行政手段代替了对艺术家进行思想教育的方针，阻碍和破坏了美术创作和美术教育的发展。于是1932年4月23日，苏共中央发布了《关于改组文学艺术团体》的决议，明令解散各种文艺社团，组成统一的创作协会。苏联早期的美术作品着重表现革命斗争历史和同时代人的生活，塑造列宁的艺术形象。如：《列寧在斯莫爾尼》（創作於1930年）等作品，以刻畫列寧形象爲核心，宣傳革命精神。
1941年6月22日，法西斯德国对苏联发动了全面进攻，开始了一场全民战争。在这时期，大批美术家和艺术院校学生作为普通士兵奔赴前线，受到战火的洗礼。战时，政治宣传画和漫画首先以“艺术尖兵”的姿态出现在前线和后方。苏德战争结束后，从前线回到城市的宣传画家普罗罗科夫等人，继续以争取和平、反对侵略战争为题创作宣传画，他的《呵，这就是美国》(1949)、《争取和平》(1950) 和组画《这绝不能重演!》(1958～1959) 等，都是脍炙人口的作品。油画创作在苏德战争年代，虽遇到物质方面的困难，但艺术家们并未因此而停止创作。他们在风俗画、历史画、肖像画、军事画、风景题材画中，仍充分地反映了革命乐观主义和爱国主义。战后，美术创作逐渐趋向繁荣。但在这个时候，又一度出现粉饰现实之风。20世纪50年代后期这种倾向受到了抑制。此后，油画又逐渐以多样化的形式，反映苏联人民的精神状态。

### 冷战时期
1960年以后，苏联对外文化交流日益频繁，艺术界思想日趋活跃，探索的风气盛行，美术流派纷呈，如‘嚴峻現實主義流派’的代表作《退伍軍人》（1966年）和抽象主義藝術家列夫·托尔库诺夫的系列作品，都展現了冷戰時期的藝術多樣性。除继承社会主义现实主义创作方法、重视主题和宏大叙事风格的流派之外，出现了思考历史、思考现实生活的“严峻的现实主义流派”、“抒情的现实主义”等派别；抽象主义的艺术作品在展览会上出现，美术界的学术争论广泛开展。
进入70年代，严肃风格开始演化，为富有表现力的现实主义风格所代替，美术家们对生活的挖掘更加深入。